# Тергорне
Тергорне (нід. Terhorne, фриз. Terherne) — село в нідерландській провінції Фрисландія. Входить до муніципалітету Фріске-Маррен.
Його площа становить 9,15 км², а населення станом на 2021 рік складало 760 осіб.
Перша згадка про населений пункт датується 1491 роком.

## Галерея

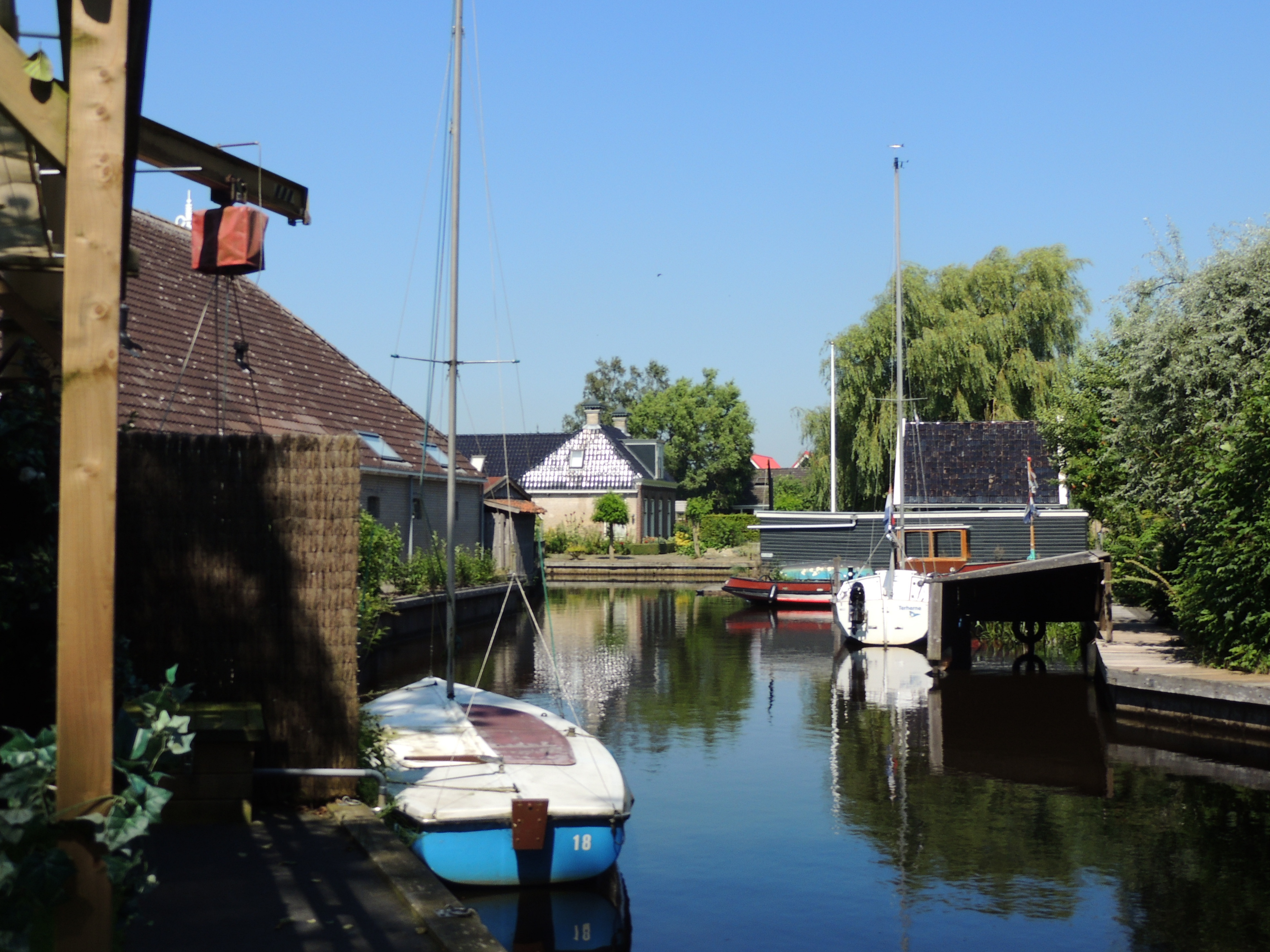
Канал у Тергорне
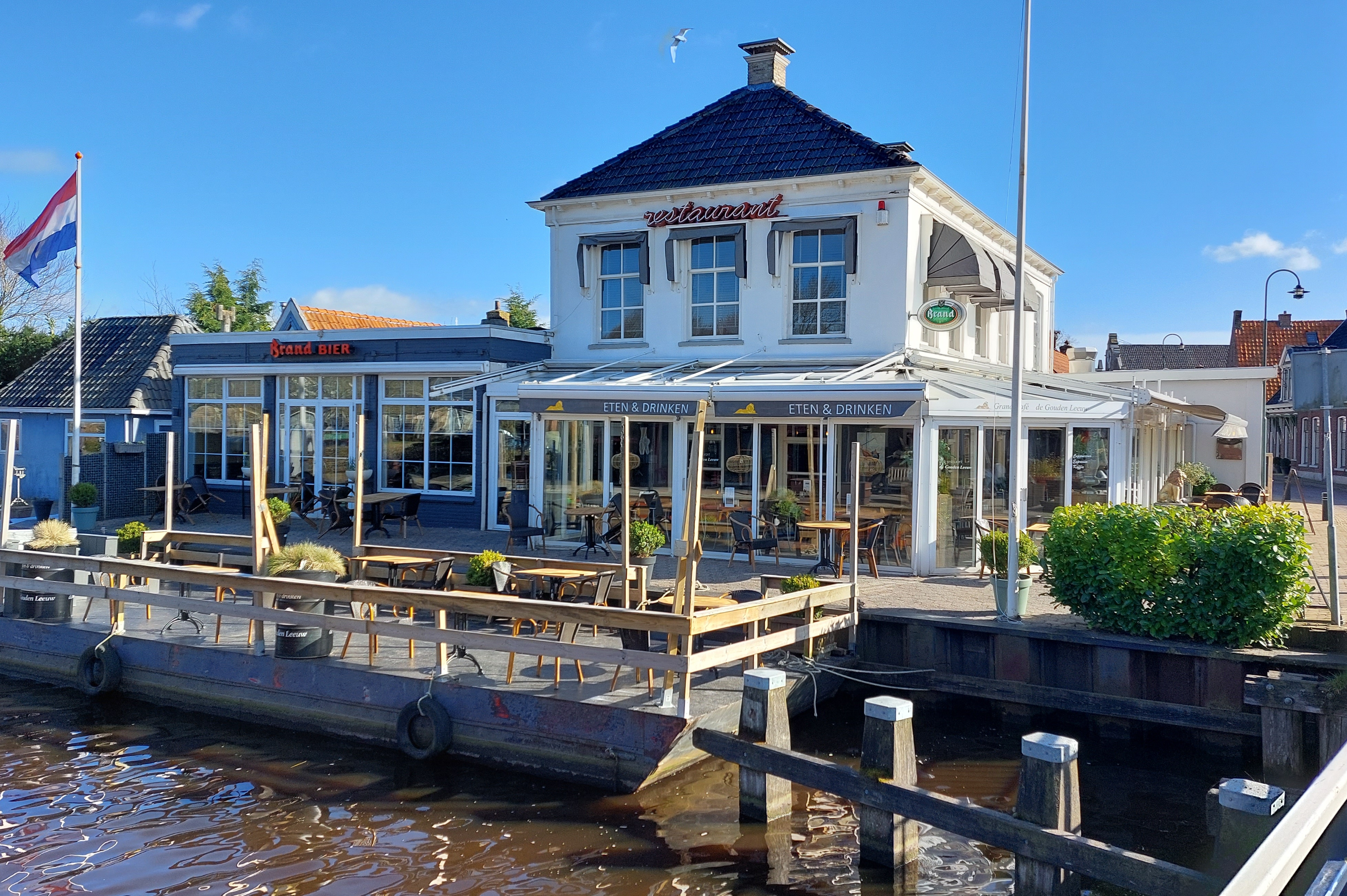
Ресторан De Gouden Liuw
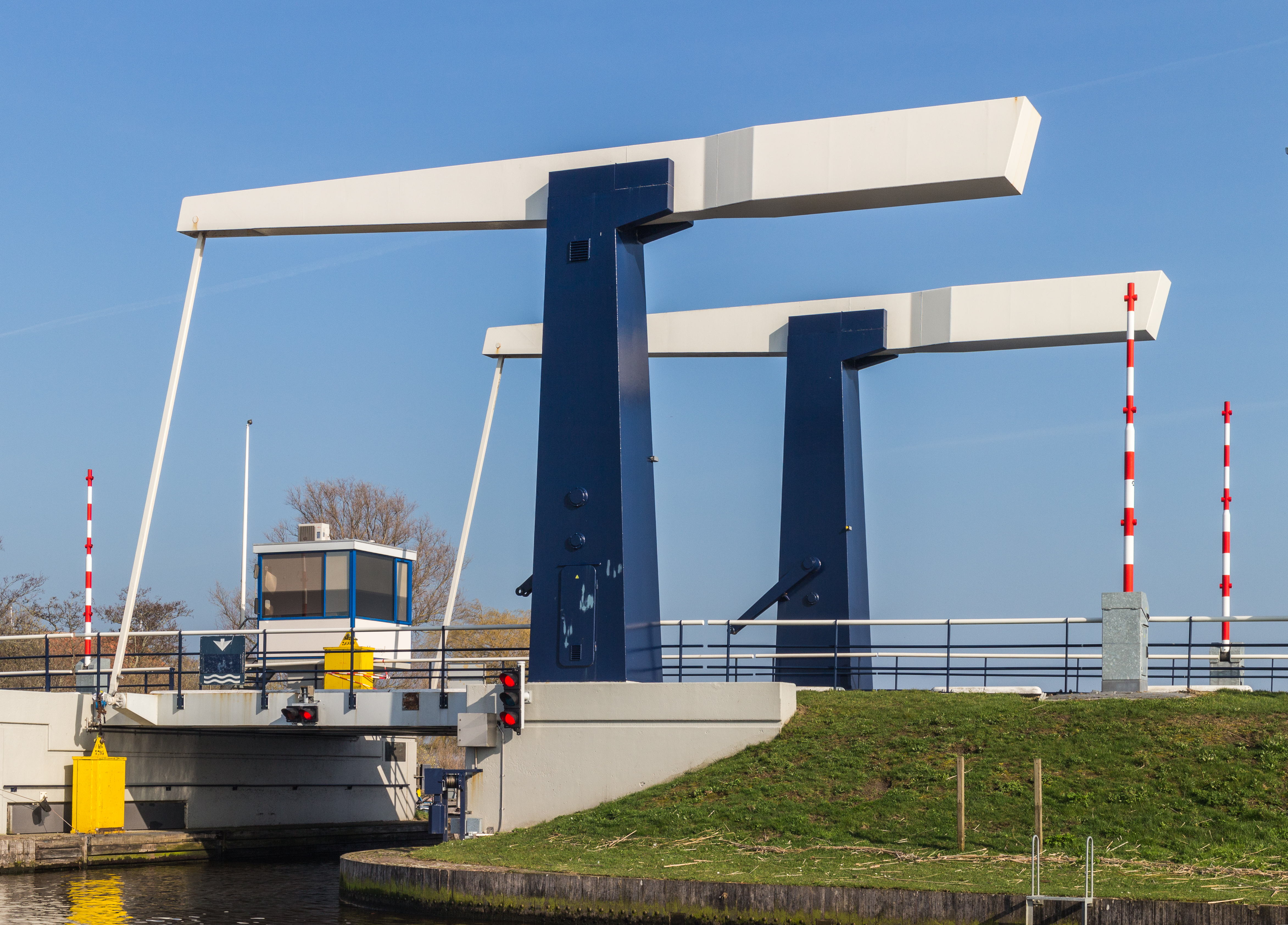
Міст у селі
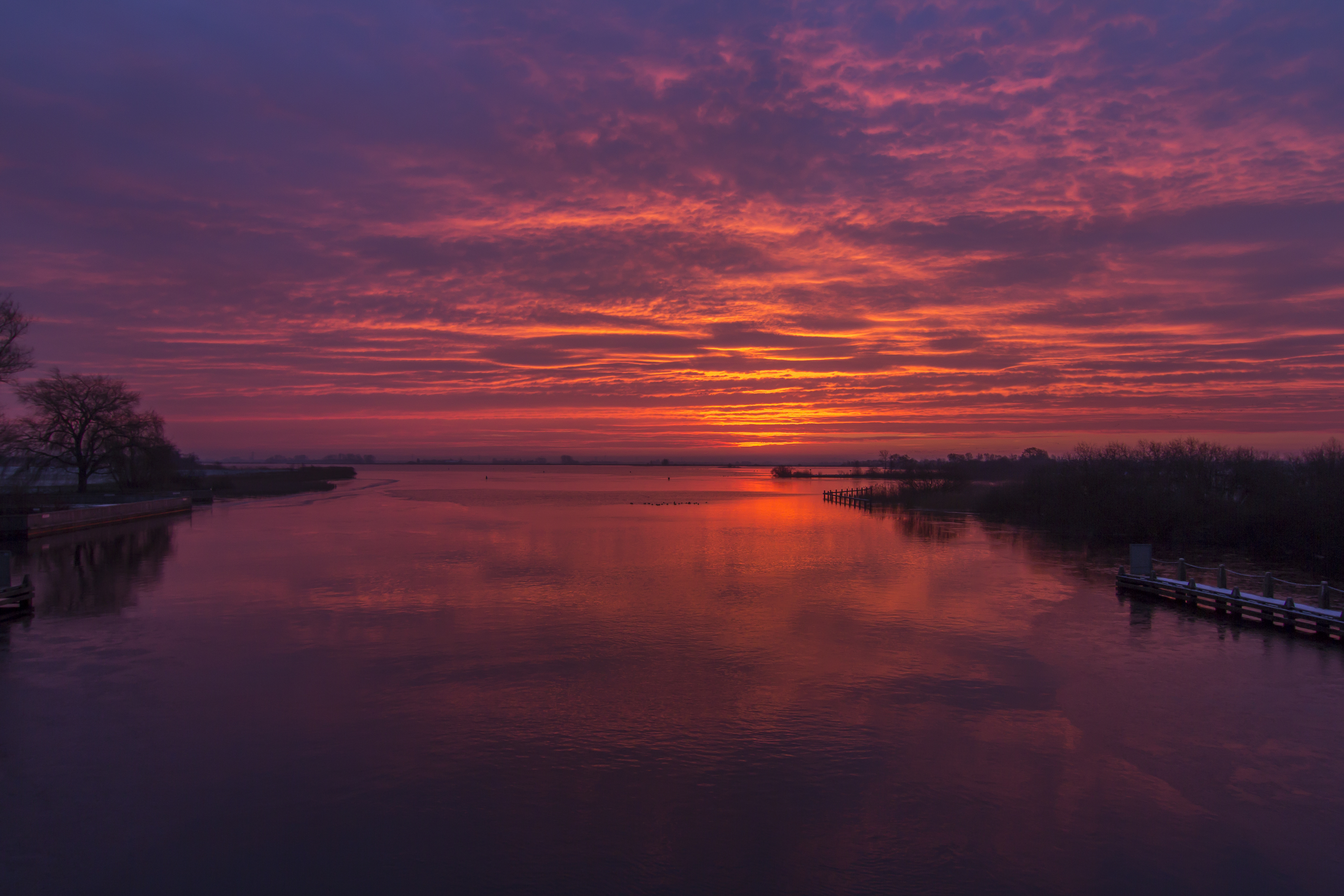
Захід сонця над озером